# Louise Glück
Louise Elisabeth Glück (n. 22 aprilie 1943, New York City, New York, SUA – d. 13 octombrie 2023, Cambridge, Massachusetts, SUA) a fost o poetă și eseistă americană, laureată a Premiului Nobel pentru Literatură (2020), „pentru vocea sa poetică inconfundabilă care, cu frumusețe austeră, face ca existența individuală să devină universală”. Printre alte premii primite se numără Premiul Pulitzer pentru Poezie, National Humanities Medal (Medalia Națională pentru Științe Umaniste a Statelor Unite), National Book Award for Poetry (Premiul Național pentru Carte - secțiunea Poezie), National Book Critics Circle Award (Premiul Cercului Național al Criticilor de Carte) și Premiul Bollingen (decernat poeților americani). Din 2003 până în 2004, a fost poetul laureat al Statelor Unite.
Glück s-a născut în New York City și a crescut pe insula Long Island. Bunicii din partea tatălui erau emigranți evrei maghiari din Valea lui Mihai, fostul comitat Bihor.  Ea a început să sufere de anorexie nervoasă în timpul liceului și mai târziu a reușit să se vindece. A urmat Universitatea de Arte Liberale Sarah Lawrence și Universitatea Columbia, dar nu a obținut o diplomă. A fost autoare, dar a predat concomitent și poetică la mai multe instituții academice.
Glück a fost adesea descrisă ca o poetă autobiografică; opera ei este cunoscută pentru intensitatea emoțională și pentru că se bazează frecvent pe mitologie sau pe imagini artistice ale naturii pentru a medita asupra experiențelor personale și ale vieții moderne. Tematic, poeziile ei au evidențiat aspecte ale traumei, dorinței și naturii. Astfel, acestea au devenit cunoscute pentru expresia sinceră a tristeții și izolării. Cercetătorii operei sale s-au concentrat, de asemenea, pe construcția sa de persoane poetice și pe relația dintre autobiografie și miturile clasice din poemele ei.
Glück a fost profesoară în practica poeziei (Professor in the Practice of Poetry) a catedrei Frederick Iseman la Universitatea Yale și profesoară de engleză la Universitatea Stanford. Și-a împărțit timpul între Cambridge, Massachusetts, Montpelier, Vermont și Berkeley, California.  